# Zrzeszenie Kościołów Chrystusowych w RP
Zrzeszenie Kościołów Chrystusowych – wyznanie należące do konserwatywnego nurtu Churches of Christ utworzonego na początku XIX wieku przez Thomasa Campbella – irlandzkiego prezbiterianina, który poszukiwał sposobów powrotu do początku kościoła i przywrócenia jedności chrześcijaństwa. Kościół w 2009 roku został zarejestrowany i wpisany do rejestru Kościołów i związków wyznaniowych MSWiA w dziale A, pod numerem 169. Liczy ok. 250 wiernych, zrzeszonych w ramach 4 zborów.
Zgodnie z decyzją wszystkich zborów w Polsce na potrzeby urzędowe główną siedzibą wyznania na terytorium RP jest miasto Radom. Jednak każdy zbór jest autonomiczny, czyli niezależny i nie ma nad nim jednego przewodniczącego organizacji. Udział we współpracy jest dobrowolny ze strony każdego zboru. To zbór podejmuje decyzje, poprzez starszych, diakoni pomagają starszym i ci wchodzą w jej skład. Każdy zbór zarządzany jest lokalnie przez ciało zborowe braci starszych (minimum dwóch) wybieranych spośród ogółu członków. Wierni przyjmują chrzest przez zanurzenie na dowód wyznania wiary i odpuszczenia grzechów. Co tydzień spotykają się na nabożeństwach w pierwszy dzień tygodnia (niedzielę), czyli w dniu kiedy Chrystus zmartwychwstał, na oddanie chwały Bogu przez Jezusa, przyjmowanie Wieczerzy Pańskiej pod postaciami chleba i soku z winogron (symbol ciała i krwi Jezusa) oraz praktykowanie śpiewu a cappella. Dodatkowo zbory współpracują ze sobą przy wspomaganiu domów dziecka, domów starców czy pracy misyjnej.
Pierwotnie zbory Zrzeszenia wchodziły w skład Kościoła Chrystusowego w Polsce. Rozpoczęły samodzielną działalność odrzucając zmiany statutowe jakie nastąpiły w zarządzaniu i organizacji. Zmiany te spowodowały odłączenie się kilku zborów, które utworzyły Zrzeszenie Kościołów Chrystusowych.

## Nazwa
Nazwa „Kościoły Chrystusowe” jest najczęściej używana przez tę grupę. Głównym powodem przyjęcia tego określenia była wola korzystania z nazwy biblijnej, występującej w Nowym Testamencie. Zwolennicy ruchu przez badaczy i członków innych denominacji są również określani jako campbellici, ze względu na propagowanie nauk Alexandra Campbella (podobnie jak powstały nazwy luteranie czy kalwiniści). Termin ten jednak w odbiorze niektórych wyznawców jest uważany za obraźliwy.

## Charakterystyka
Współczesne Kościoły Chrystusowe mają swoje korzenie historyczne w Ruchu Odrodzenia, co było zbieżne z chrześcijanami całej linii denominacji w poszukiwaniu powrotu do oryginału (Chrześcijaństwo „przed-denominacyjne”). Uczestnicy tego ruchu budowali doktryny i praktyki bazując na samej Biblii, a nie na uznawaniu rad tradycji i denominacyjnych hierarchii, które pojawiają się w chrześcijaństwie od I n.e. Członkowie kościołów Chrystusowych wierzą, że Jezus założył tylko jeden Kościół, którego obecne podziały między chrześcijanami nie wyrażają woli Bożej i że jedyną podstawą do przywrócenia jedności chrześcijan jest Biblia. Identyfikują się po prostu jako „chrześcijanie”, bez innych religijnych lub denominacyjnych poglądów. Uważają, że odtwarzają Kościół Nowego Testamentu, jaki został ustanowiony przez Chrystusa.
Kościoły Chrystusowe na ogół mają następujące przekonania teologiczne i praktyczne:
- autonomiczny charakter, zborowa organizacja kościelna bez denominacyjnego nadzoru – ruch celowo nie posiada głównej siedziby, rady lub innej struktury organizacyjnej powyżej poziomu lokalnego kościoła (kongregacjonalizm)[13]
- odmowa formułowania formalnych wyznań lub nieformalnych „wypowiedzi wiary”, preferując poleganie na samej Biblii dla doktryny i praktyki[14] ;
- lokalne zarządzanie przez starszych zboru;
- chrzest odbywa się przez zanurzenie na dowód wyznania wiary i w celu odpuszczenia grzechów[12];
- tygodniowe przestrzeganie komunii w niedzielę (określane również jako „Wieczerzę Pańską”, lub w brytyjskich zgromadzeń, „łamanie chleba”; oraz wszyscy, ale „bardzo mały segment” używania niesfermentowanego soku z winogron zamiast wina);
- praktyka śpiewu a cappella, a odrzucenie muzyki instrumentalnej[15].

## Chrzest
Chrzest w Kościołach Chrystusowych jest wykonywany tylko przez zanurzenie całego ciała, na podstawie greckiego czasownika koine βαπτίζω (baptízo), które rozumiane jest jako „zanurzać”, „zatapiać”. Ten akt jest postrzegany jako śmierć, pogrzebanie i zmartwychwstanie Jezusa. Kościoły Chrystusowe przywróciły i potwierdziły, że historycznie chrzest przez zanurzenie był stosowany w I wieku, i że pokrapianie czy zraszanie pojawiły się później, podczas chrztu osób chorych czy w podeszłym wieku, u których to było niemożliwe. Z czasem ta metoda zastąpiła zanurzenie. Tylko ci fizycznie zdolni do wyznania wiary i nawrócenia się, są ochrzczeni (chrzest niemowląt nie jest praktykowany, ponieważ Nowy Testament nie podaje takiego przykładu).
Kościoły Chrystusowe od początku miały najbardziej konserwatywne stanowisko w sprawie chrztu wśród różnych gałęzi Ruchu Odrodzenia. Zrozumienie chrztu przez zanurzenie było w nich niezbędną częścią nawrócenia. Konsekwentnie uczą, że w chrzcie, wierzący podporządkowuje swoje życie w wierze i posłuszeństwie Bogu, a Bóg „przez zasługi krwi Chrystusa, oczyszcza z grzechu i prawdziwie zmienia stan osoby, od niewierzącego na obywatela królestwa Bożego. Chrzest nie jest pracą ludzką; jest miejscem, gdzie Bóg działa i tylko On może to zrobić”. Chrzest jest aktem pasywnej wiary, czy nie jako zasłużonej pracy; to „jest wyznaniem, że osoba nie ma nic do zaoferowania Bogu”. Podczas gdy Kościoły Chrystusowe nie opisują chrztu jako „sakrament”, ich widok może być opisywany jako „sakramentalny”. Widzą moc chrztu pochodzącą od Boga, którą wybrał poprzez skorzystanie z niego jako przejście i zrozumienie integralnej części procesu przemiany, a nie tylko jako jej symbol, wejście do wody czy sam akt. Ostatnim trendem jest podkreślenie przemiany aspektu chrztu: zamiast opisywać ją jako nic więcej niż wymóg prawny lub znak czegoś, co wydarzyło się w przeszłości, jest postrzegane za „wydarzenie, które wprowadza wierzącego w Chrystusa, gdzie następnie Bóg dokonuje prac przemiany”.
Ze względu na przekonanie, że chrzest jest niezbędnym elementem zbawienia, baptyści uważają, że niektóre Kościoły Chrystusowe popierają doktrynę regeneracji chrzcielnej. Jednak członkowie Kościołów Chrystusowych odrzucają to, twierdząc, że ponieważ wiara i nawrócenie są konieczne, to oczyszczenie grzechów podczas chrztu przez krew Chrystusa, dzięki łasce Boga, nie jest z natury zbawczym rytuałem. Jeden autor opisuje relację między wiarą i chrztem w ten sposób: „Wiara jest powodem, dla którego osoba jest dzieckiem Boga, chrzest jest czasem, w którym jest ona włączona do Chrystusa, a więc staje się dzieckiem Bożym”.

## Nabożeństwo a cappella
Kościoły Chrystusowe na ogół łączy uznawanie braku jakichkolwiek dowodów historycznych na to, że wczesny Kościół używał instrumentów muzycznych podczas nabożeństwa i przekonanie, że nie ma biblijnego poparcia dla stosowania instrumentów w nabożeństwie i nie powinny być stosowane dzisiaj w kościołach. Kościoły Chrystusowe historycznie praktykowały muzykę a cappella w nabożeństwach i oddzielały się od grup, które tolerowały uwielbienie przy pomocy instrumentów. Biblijne wersety podane przez członków do praktyki a cappella obejmują:
- Mt 26,30: „Po odśpiewaniu hymnu wyszli ku Górze Oliwnej”
- Rz 15,9: „Chwalcie Pana, wszyscy poganie, niech Go wielbią wszystkie narody!”;
- Ef 5,18.19: „... Napełniajcie się Duchem, przemawiając do siebie wzajemnie w psalmach i hymnach, i pieśniach pełnych ducha, śpiewając i wysławiając Pana w waszych sercach”;
- 1 Kor 14,15: „Będę śpiewał duchem, będę też śpiewał i umysłem”;
- Kol 3,16: "Słowo Chrystusa niech w was przebywa z bogactwem: z wszelką mądrością nauczajcie i napominajcie samych siebie przez psalmy, hymny, pieśni pełne ducha, pod wpływem łaski śpiewając Bogu w waszych sercach";
- Hbr 2,12: „Oznajmię imię Twoje braciom moim, pośrodku zgromadzenia będę Cię wychwalał”.

## Doktryna zbawienia (soteriologia)
Kościoły Chrystusowe są silnie anty-kalwinistyczne. W swym rozumieniu zbawienia i ogólnie obecnej konwersji jako „posłuszeństwo głoszonych faktów ewangelii, a nie w wyniku emocjonalnego, duchowo inicjowanego nawrócenia”. Kościoły Chrystusowe są zdania, że ludzie którzy rozumieją dobro i zło są zgubieni ze względu na grzech. Te zagubione dusze mogą być zbawione, ponieważ Jezus Chrystus, Syn Boży, ofiarował samego siebie jako ofiarę przebłagalną. Dzieci które jeszcze nie rozumieją różnicy dobra i zła, nie mogą dokonać świadomego wyboru między nimi (uważają je za niewinne). Nie ma wyznaczonego „wieku” w którym do tego dochodzi; dopiero kiedy dziecko uczy się różnicy między dobrem a złem, jest gotowe do odpowiedzialności przed Panem (Jakuba 4:17).
Kościoły Chrystusowe na ogół uczą, że proces zbawienia obejmuje następujące kroki:
- musi być właściwie nauczony i usłyszeć (List do Rzymian 10,14);
- musi uwierzyć lub mieć wiarę (List do Hebrajczyków 11,6);
- musi się opamiętać, co oznacza odwrócenie się od swojego dawnego stylu życia i wybranie Boże drogi (Dz 17:30);
- musi wyznać, że Jezus jest Synem Bożym (Dz 8,36-37);
- musi być ochrzczony na odpuszczenie grzechów (Dz 2,38);
- musi żyć wiernie jako chrześcijanin (1 Piotra 2,9).

## Zbory
- Gdańsk
- Radom
- Warszawa
- Wrocław